# Prisco (nome)
Prisco  è un nome proprio di persona italiano maschile.

## Varianti
- Maschili
  - Alterati: Priscillo
- Femminili: Prisca
  - Alterati: Priscilla

### Varianti in altre lingue
Maschili
- Latino: Priscus[1][2][3]

Femminili
- Greco antico: Πρισκα (Priska)[1]
- Latino: Prisca[1]
- Olandese: Prisca[1]
- Tedesco: Priska[1]
- Ungherese: Piroska[1]
  - Ipocoristici: Piri[1]

## Origine e diffusione
Deriva dal cognomen latino Priscus, basato sull'aggettivo priscus, che significa "antico", "ancestrale", "primitivo".
Serviva originariamente per discinguere all'interno di una stessa famiglia una persona più anziana.

## Onomastico
L'onomastico si può festeggiare in memoria di più santi, alle date seguenti:
- 4 gennaio, san Prisco, martire a Roma con Benedetta e Priscilliano[3]
- 18 gennaio, santa Prisca, martire sotto Claudio II[4]
- 28 marzo, san Prisco, martire con Malco e Alessandro a Cesarea marittima sotto Valeriano[4]
- 15 aprile, san Prisco, eremita presso Mirabella[3][4]
- 5 maggio, santa Prisca, venerata a San Sperate[4]
- 26 maggio, san Prisco, martire presso Auxerre[4]
- 1º settembre, san Prisco di Capua, vescovo[4]
- 16 settembre, san Prisco di Nocera, vescovo[4] (9 maggio a Nocera Inferiore, per la festa patronale)

## Persone
- Prisco, filosofo ed esoterista greco antico
- Prisco, gladiatore romano
- Prisco, generale bizantino
- Prisco, santo romano
- Prisco di Capua, vescovo e santo romano
- Prisco di Nocera, vescovo e santo romano
- Prisco di Panion, storico bizantino
- Prisco Attalo, usurpatore romano
- Prisco Valeriano, prefetto del pretorio prima del 456
- Gaio Giulio Prisco, prefetto del pretorio romano
- Lucio Valerio Messalla Trasea Prisco, senatore, militare e console romano
- Tarquinio Prisco, quinto re di Roma
- Tito Giulio Prisco, usurpatore romano
- Prisco Palumbo, poliziotto italiano

### Variante femminile Prisca
- Prisca, moglie dell'imperatore Diocleziano
- Prisca, santa romana
- Prisca Agustoni, scrittrice e poetessa svizzera
- Prisca Steinegger, calciatrice svizzera

### Altre varianti femminili
- Piroska d'Ungheria, moglie di Giovanni II Comneno
- Priska Nufer, sciatrice alpina svizzera